# 香島ラッキー・御園セブン
香島 ラッキー・御園 セブン（かしま ラッキー・みその セブン）は、日本の漫才コンビである。略称は「ラッキー・セブン」。戦前から戦後すぐにかけて東京や上方を拠点に、東京（江戸）弁を話すしゃべくり漫才コンビの草分けとして、リーガル千太・万吉らとともに人気を博した。

## メンバー
| 香島ラッキー |  | 御園セブン |
| 香島ラッキー |  | 御園セブン |

- 香島 ラッキー（かしま ラッキー、1909年4月12日[1] - 没年不詳）

本名：香島 慶一。北海道生まれ、東京育ち。商業学校を卒業後、三越の店員となる。薩摩琵琶錦心流の永田錦心の弟子で永田紫水を名乗った。その後、田宮貞楽の喜劇一座で芝居を経験。
セブンとのコンビ解消後は香川アンナ、高島ホープ、鹿島洋々など、次々と相方を変え、1964年には東五九童と異色のベテランコンビを組むも1年ほどで解消。漫才を辞め、司会業をしたのち、引退。
引退後は京都でキャバレーの支配人をしたという。島ひろしが1978年1月にインタビューで「セブンは3、4年前に亡くなり、ラッキーは観光会社にいるそうです。」と証言している。
- 御園 セブン（みその セブン、1909年1月31日[1] - 没年不詳）

本名、八ツ代 喜三男。東京生まれ。
香島セブン、矢代セブン、ヤシロセブンなど改名を繰り返した。ラッキーとのコンビ解消後、弘世 東作と改名し、宝塚新芸座所属の俳優として舞台・映画で活動。
妻の吉野喜蝶も漫才師で、松葉家奴の相方だった。

## コンビ略歴
1930年（1929年とも）頃コンビ結成。1934年に吉本興業の専属となり、東京本部（東京吉本）の若手として売り出される。1938年11月にはわらわし隊の一員として中国戦線へ慰問を行った。
その直後の1939年、他の芸人とともに新興キネマ演芸部に引き抜かれた。吉本の5倍の給料を出す、という条件だったという。ラッキーは「総理大臣の年俸より、あたしの方が、25円も高かった」と回想している（このほかに新興に参加した東京の漫才師に、隆の家万竜、桜川ぴん助・美代鶴らがいた）。やがて、敵性語の使用禁止で「香島 楽貴・矢代 世文」と名乗らされる（他の改名候補に「ラッキョ・センブリ」があった）。
戦後は漫才作家の秋田實に誘われ、大阪を拠点に活動。1951年より宝塚新芸座に参加。しばらくしてコンビ解消（解消後も何度かコンビを組んだ）。